# Wijk bij Duurstede
Wijk bij Duurstede er en kommune i provinsen Utrecht i Nederlandene. Kommunens samlede areal udgør 50,30 km2; (heraf 2,68 km2 vandflade) og indbyggertallet er på 23.574 indbyggere (2005). På samme sted ved Rhinen lå fra 600-tallet handelspladsen Dorestad, som flere gange blev hærget af vikinger.